# Útok v Nahariji (1979)
Jako útok v Nahariji (útočníky označován jako operace Násir) se označuje teroristický útok ze dne 22. dubna 1979, který v severoizraelské Nahariji podnikla Palestinská osvobozenecká fronta. Skupina pod vedením šestnáctiletého Samira Kuntara, která dále sestávala z Abdela Madžída Asslana, Mhanna Sálima al-Muajeda a Ahmeda al-Abrase, se na malém motorovém člunu přeplavila z libanonského města Týros do izraelského města Naharija. Zde útočníci zastřelili policistu a pokusili se o únos izraelské rodiny. Při něm zastřelili otce rodiny, a jeho 4letou dceru zabili tím, že jí rozbili hlavu o kámen a pažbu zbraně. Nepřímo měli na svědomí i smrt druhé 2leté dcery, kterou její matka při ukrývání nešťastnou náhodou udusila, když se snažila zamezit jejímu pláči. Dva z pachatelů, Kuntar a al-Abras, byli zajati, postaveni před soud a odsouzeni k několikanásobnému doživotnímu odnětí svobody. Oba však byli později propuštěni v rámci výměny vězňů; al-Abras v roce 1985 a Kuntar v roce 2008. Útok v Nahariji je v izraelských, amerických, britských a kanadských médiích označován za nejbrutálnější teroristický útok v dějinách Izraele.

## Podrobnosti útoku
Dne 22. dubna 1979 se z Libanonu do Izraele vydala skupina čtyř příslušníků Palestinské osvobozenecké fronty. Vedl ji šestnáctiletý Samir Kuntar (* 1962), kterého dále doprovázeli Abdel Madžíd Asslan (* 1955), Mhann Sálim Al-Muajed (* 1960) a Ahmed al-Abras (* 1949). Čtveřice vyplula od břehů jiholibanonského města Týros na gumovém člunu s motorem o výkonu 55 koňských sil s maximální rychlostí 88 km/h. Jejím cílem bylo zaútočit v severoizraelském městě Naharija, která se nachází 10 kilometrů od izraelsko-libanonské hranice. Tam skupina dorazila kolem půlnoci.
Po příjezdu se řídili instrukcemi, které obdrželi v Bejrútu – prvním cílem bylo vyhledání a zabití policisty. Útočníci tak začali bušit do dveří zdejších domů a do interkomů hovořili arabsky, čímž chtěli dosáhnout toho, aby vystrašení obyvatelé zavolali policii. Na místo posléze dorazil policejní důstojník Elijahu Šachar, kterého čtveřice zastřelila. Podle pozdější policejní rekonstrukce byl Šachar zabit poté, co dorazil na místo a vypálil dva varovné výstřely do vzduchu. Na to Kuntarova skupina zareagovala hromadnou střelbou. Kuntar sám se vychloubal, že vypálil třicet ran.
Útočníci poté vnikli do bytového domu v Žabotinského ulici č. 61 s plánem zajmout dvě až tři osoby a odvést je zpět do Libanonu. Při pokusu o násilné vniknutí do jednoho z bytů zabil jeden z místních obyvatel Abdela Madžida Asslana. Následně Kuntarova skupina narazila na Moše Sasona, dalšího obyvatele bytového domu, který se pokoušel dostat do krytu se svými dvěma malými dcerami, které nesl v podpaží. Kuntar do Sasona vrazil a praštil jej zbraní zezadu do hlavy. Tomu se však podařilo uprchnout, když náhle zhaslo osvětlení v hale a ukryl se za zaparkovaným autem. Tři zbývající teroristé vpadli do bytu rodiny Haranů. Zajali 31letého otce rodiny Dannyho Harana a jeho čtyřletou dceru Ejnat. Manželce Smadar Haranové se podařilo ukrýt do prostoru nad ložnicí spolu s dvouletou dcerou Ja'el a sousedkou paní Sasonovou.
Kuntarova skupina posléze odvlekla Dannyho Harana a jeho dceru Ejnat na pláž, kde následně vypukla přestřelka mezi nimi, policisty a vojenskou jednotkou z elitního komanda Sajeret Golani, kteří mezitím dorazili. Podle očitých svědků následně Kuntar, když skupina zjistila, že byl jejich člun poškozen střelbou, z blízka střelil Dannyho Harana do zad před jeho dcerou, a následně jej utopil v moři, aby se ujistil, že je mrtvý. Následně, podle forenzních důkazů a očitého svědectví, Kuntar zabil čtyřletou Ejnat tím, že jí rozmlátil hlavu o skálu pažbou své zbraně. Smadar Haranová nešťastnou náhodou udusila svou dvouletou dceru Ja'el, když se pokoušela utišit její pláč, který by mohl prozradit místo jejich úkrytu.
Mhanna Salim Al-Muajed byl zabit při přestřelce na pláži. Kuntar a Ahmed Assad Abras byli zajati.
Při útoku v Nahariji zahynuli celkem čtyři Izraelci. Byli jimi:
- policejní důstojník Elijahu Šachar (24 let)
- Danny Haran (32 let)
- Ejnat Haranová (4 roky)
- Ja'el Haranová (2 roky)

## Soudní proces
Samir Kuntar a Ahmed Al-Abras byli izraelským soudem v roce 1980 usvědčeni z vraždy čtyř osob a odsouzeni ke čtyřem doživotním trestům odnětí svobody a dalším 47 letům za způsobená zranění.
Dne 13. července 2008 byl po téměř třiceti letech utajení zveřejněn spis číslo 578/79, obsahující důkazy a svědectví z Kuntarova procesu. Podle tohoto spisu dokládaly důkazy předložené patologem v průběhu případu, že Ejnat Haranová byla zabita násilně tupým předmětem – pravděpodobně pažbou zbraně. Zpráva patologa též dokládala, že Ejnatina mozková tkáň byla nalezena na Kuntarově zbrani.
Bezprostředně po svém zajetí Kuntar doznal, že Ejnat Haranovou umlátil pažbou své zbraně. Později u soudu však obvinění popřel. Ve svém svědectví Kuntar tvrdil, že Danny Haran byl zabit palbou izraelských vojáků, a že neví co se stalo jeho dceři, neboť omdlel v důsledku ztráty krve po pěti střelných zranění, které při přestřelce utrpěl. Vysvětlil, že cílem skupiny bylo přivést do Libanonu rukojmí, a tak zajal čtyřletou dívku, aby policii zabránil ve střelbě na jeho skupinu.
Podle některých zdrojů byli Kuntar a Al-Abras odsouzeni k pětinásobnému trestu odnětí svobody a zabili dva policisty.

## Následky

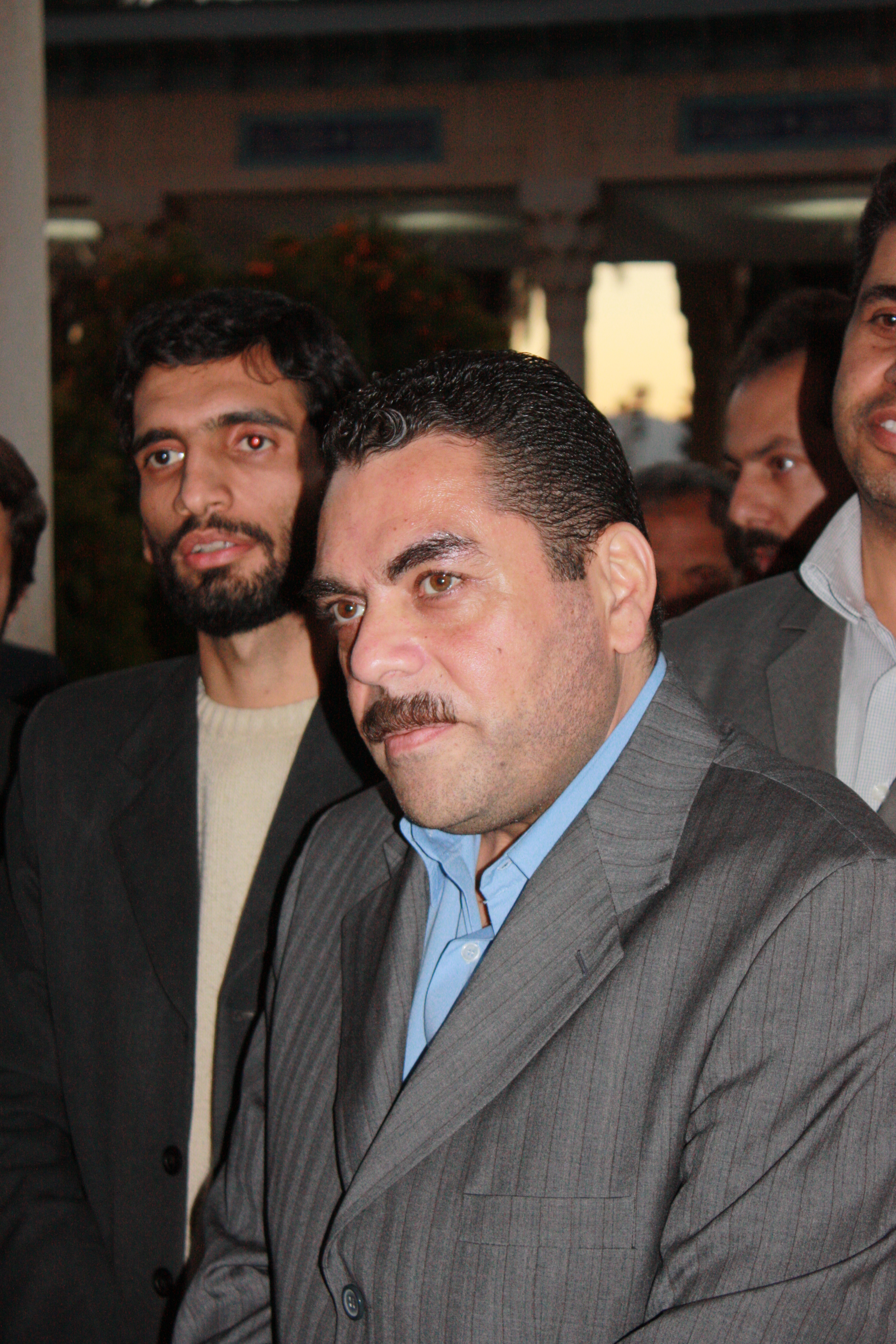
Samir Kuntar (vpravo dole) po svém propuštění při návštěvě Háfizova mauzolea v íránském Šírázu, 2009

Den po útoku prohlásil vůdce Palestinské osvobozenecké fronty Abú Abbás v Bejrútu, že teroristický útok v Nahariji byl proveden „na protest proti podepsání dohod z Camp Davidu“ o rok dříve. Tyto dohody mezi Egyptem a Izraelem vedly k uzavření egyptsko-izraelské mírové smlouvy.
Vdova Smadar Haranová se v roce 1980 provdala za klinického psychologa Ja'akova Kaisera, který byl vážně raněn v jomkipurské válce o sedm let dříve. Společně mají dvě dcery. Smadar se stala psychoterapeutkou s magisterským diplomem v oboru sociální práce. Podle Leonarda A. Colea vedla v Izraeli kampaň za uctění památky obětí terorismu podobně, jako se v uctívá památka padlých vojáků. V roce 1997 byla na Jom ha-zikaron na vojenském hřbitově na Herzlově hoře odhalena pamětní zeď obětí terorismu. Vražda její dcery Ejnat je v izraelských, amerických, britských a kanadských médiích označována za jeden z nejbrutálnějších teroristických útoků v dějinách Izraele.
Ahmed al-Abras byl v květnu 1985 propuštěn na základě Džibrílské dohody. V roce 2003 Izrael zprostředkovaně jednal s Hizballáhem o výměně ostatků tří izraelských vojáků, které libanonské hnutí zajalo v roce 2000 a propuštění Elchanana Tannenbauma, izraelského podnikatele a plukovníka izraelské armády v záloze, kterého uneslo z Dubaje. Ačkoli vůdce Hizballáhu Hasan Nasralláh trval na propuštění Samira Kutnara, izraelský ministr zahraničních věcí Silvan Šalom a premiér Ariel Šaron jej odmítli propustit a prohlásili, že „vražda rodiny je v Izraeli neodpustitelná.“ Nakonec Nasralláh ustoupil a Kuntar v rámci výměny propuštěn nebyl.
Samir Kuntar strávil v izraelském vězení téměř třicet let, než byl 16. července 2008 propuštěn v rámci dohody o výměně vězňů mezi Izraelem a Hizballáhem, kterou zprostředkovala německá Spolková zpravodajská služba. Ta zahrnovala předání ostatků izraelských vojáků Ehuda Goldwassera a Eldada Regeva a informací o osudu izraelského navigátora Rona Arada, který je od roku 1986 nezvěstný v boji poté, co se katapultoval nad jižním Libanonem. Izrael naproti tomu předal Hizballáhu zprávu o osudu 4 íránských diplomatů, kteří v roce 1982 zmizeli v Libanonu (podle této zprávy byli mučeni a následně zabiti křesťanskými falangisty). Dále pak ostatky 199 padlých příslušníků Hizballáhu z druhé libanonské války v roce 2006. Jeho propuštění způsobilo v Izraeli mimořádnou nevoli a kritiku si dohoda vysloužila i od ředitele Mosadu Me'ira Dagana.
Kuntar zabití Dannyho Harana a jeho dcery popíral, ačkoli připustil zabití policisty Elijahu Šachara. Nikdy nad svými činy nevyjádřil lítost. V Izraeli je považován za strůjce jednoho z nejbrutálnějších teroristických útoků v dějinách země, zatímco v Libanonu je širokou veřejností považován za národního hrdinu. Zahynul v prosinci 2015 při údajném izraelském leteckém útoku v Damašku.